# Bayard-Klasse (1882)
Die Bayard-Klasse war eine Klasse französischer Panzerschiffe II. Ranges. Das 1882 in Dienst gestellte Typschiff wurde nach Pierre Terrail de Bayard benannt. Beide Schiffe der Klasse dienten unter anderem in den Konflikten mit China zum Ende des 19. Jahrhunderts.

## Geschichte
Die Schiffe der Bayard-Klasse wurden 1876 auf den Marinewerften in Brest und Lorient auf Kiel gelegt. Während das Typschiff Bayard im März 1880 vom Stapel lief, kam sein Schwesterschiff Turenne bereits im Oktober 1879 zu Wasser. Beide Einheiten kamen im Jahr 1882 in den Dienst der Marine. Die Bayard wurde ab 1899 als Hulk genutzt, die Turenne 1901 aus der Liste der Kriegsschiffe gestrichen.

## Technik
Die Panzerschiffe besaßen einen hölzernen Rumpf. Die Aufbauten und der Rammbug waren aus Stahl gefertigt. Die Schiffe waren 81,0 m lang, 17,45 m breit und lagen bis zu 7,67 m tief im Wasser. Die maximale Verdrängung lag bei 5.915 t bei der Bayard und 6.260 t bei der Turenne.
Angetrieben wurden die Schiffe von zwei stehend angeordneten 2-Zylinder-Zweifach-Verbunddampfmaschinen, die auf je einen Propeller wirkten. Bei einer indizierten Leistung von 4.400 PSi ermöglichten sie eine Höchstfahrt von 14,5 kn. Die Dampfversorgung stellten acht kohlegefeuerte Zylinderkessel sicher, die einen gemeinsamen Schornstein besaßen. Der an Bord mitgeführte Brennstoffvorrat belief sich auf 450 t Kohle. Zur Unterstützung der Maschine waren die Schiffe zudem als dreimastige Vollschiffe getakelt.
Die Bewaffnung bestand aus vier Geschützen des Kalibers 24,0 cm L/19 (Modell 1870), die in vier einzelnen Barbetten untergebracht waren. Die Geschützaufstellung glich der der Amiral Duperré. Zwei Geschütze befanden sich in Schwalbennestern zu beiden Seiten des Schiffs, die beiden anderen standen auf der Mittschiffslinie hinter dem Schornstein und auf dem Achterschiff zwischen Groß- und Besanmast. Die schwere Artillerie ergänzten mehrere kleine Geschütze unterschiedlicher Kaliber: zwei Stück 19,0 cm (Modell 1870), sechs Stück 14,0 cm (Modell 1881) sowie vier 3-Pfünder-Geschütze Kaliber 4,7 cm und zwölf 1-Pfünder-Revolverkanonen vom Typ Hotchkiss 3,7 cm. Die Turenne besaß zudem zwei über Wasser angeordnete Torpedorohre mit 35,6 cm Durchmesser.
Beide Schiffe waren mit einem das ganze Schiff umspannenden schmiedeeisernen Gürtelpanzer ausgestattet. Dieser reichte von ca. 130 cm über der Wasserlinie bis 160 cm darunter. Mittschiffs war er 254 mm stark, nahm aber zu den Schiffsenden hin bis auf 152 mm ab. Die Barbetten der Geschütze waren mit einer 203 mm starken Panzerung versehen, während die Munitionsaufzüge unpanzert blieben.
Die Besatzung der Panzerschiffe hatte eine Sollstärke von 451 Mann.

## Einheiten
| Name    | Bauwerft           | Kiellegung   | Stapellauf   | Indienststellung | Verbleib |
| ------- | ------------------ | ------------ | ------------ | ---------------- | -------- |
| Bayard  | Arsenal de Brest   | Oktober 1876 | März 1880    | 1882             |          |
| Turenne | Arsenal de Lorient | 1876         | Oktober 1879 | 1882             |          |